# Hoffmannseggia yaviensis
Hoffmannseggia yaviensis är en ärtväxtart som beskrevs av Ulibarri. Hoffmannseggia yaviensis ingår i släktet Hoffmannseggia och familjen ärtväxter. Inga underarter finns listade i Catalogue of Life.